# Sh2-149
Sh2-149 est une petite nébuleuse en émission visible dans la constellation de Céphée.
Elle est située sur le bord sud-est de la constellation, près de la frontière avec Cassiopée. La période la plus appropriée pour son observation dans le ciel du soir tombe entre les mois de juillet et décembre et elle est considérablement facilitée pour les observateurs situés dans les régions de l'hémisphère boréal, où elle se produit circumpolaire jusqu'aux régions tempérées chaudes.
Sh2-149 est une région HII plutôt faible constituant l'extrémité orientale d'une région de formation d'étoiles qui comprend également le nuage Sh2-148 voisin et, peut-être aussi le rémanent de supernova Sh2-147. Le complexe serait situé sur le bras de Persée à une distance d'environ 5 400 pc (∼17 600 al). Selon le catalogue Avedisova, le responsable de l'ionisation des gaz du complexe serait une étoile bleue de classe spectrale O8V et une étoile bleue de classe B0V, ainsi que les étoiles de l'amas ouvert King 10. Six sources de rayonnement infrarouge sont connues dans la région, parmi lesquelles 2MASX J22555978+5814424 se distingue, coïncidant avec un jeune objet stellaire auquel sont liées des émissions correspondant à la longueur d'onde de monoxyde de carbone et d'ammoniac.
Selon plusieurs études, ces trois nébuleuses constituent l'un des deux principaux rassemblements d'un nuage moléculaire géant connu sous le nom de [UUT2000] Cloud A, qui avec une masse de 105 000 M☉ est l'un des nuages les plus grands et les plus massifs connus dans cette étendue de le bras de Persée. Le deuxième épaississement correspond aux nébuleuses Sh2-152 et Sh2-153, situées plus à l'est,.